# Sabanagrande (Honduras)
Sabanagrande es un municipio del departamento de Francisco Morazán en la República de Honduras.

## Toponimia
Su nombre se debe por una geografía que se encuentra en una gran extensión de pasto en la región. 

## Límites
| Orientación | Límite                                           |
| ----------- | ------------------------------------------------ |
| Norte       | Municipio de Santa Ana, Francisco Morazán        |
| Norte       | Municipio de Ojojona, Francisco Morazán          |
| Sur         | Municipio de San Isidro, Choluteca               |
| Sur         | Municipio de Nueva Armenia, Francisco Morazán    |
| Este        | Municipio de San Buenaventura, Francisco Morazán |
| Este        | Municipio de Nueva Armenia, Francisco Morazán    |
| Oeste       | Municipio de La Venta, Francisco Morazán         |
| Oeste       | Municipio de Reitoca, Francisco Morazán          |
| Oeste       | Municipio de Ojojona, Francisco Morazán          |

## Historia
El documento más antiguo que hace mención a Sabanagrande es una denuncia de tenencia de tierras, por parte del capitán español Felipe Núñez, registrada en el año de 1671. En la misma se refiere a Sabanagrande como un vecindario, lugar que es apto para el cultivo de maíz, frijoles y trigo. 
En 1791, Sabanagrande ya figuraba como parte del Curato de Ojojona.
En 1889, en el recuento de población; en la División Política Territorial de 1889, era considerado un distrito, formado por siete municipios.

## Economía
Su economía se basa principalmente en el ganado, cultivos de maíz y frijoles. Es famosa también por el pan producido, rosquillas y las artesanías de barro y hierro.

## Población
De acuerdo a las proyecciones del último censo de población del Instituto Nacional de Estadísticas de Honduras (INE), se estima que para 2023 hay 23 934 personas; 49.57 % son mujeres y 50.43 % hombres en este municipio de Honduras.

## División Política
Aldeas: 14 (2013)
Caseríos: 173 (2013)
| Código | Aldea                                 |
| ------ | ------------------------------------- |
| 081601 | Sabanagrande (cabecera del municipio) |
| 081602 | Apasinigua                            |
| 081603 | Dulce Nombre                          |
| 081604 | El Calvario N.º 1                     |
| 081605 | El Calvario N.º 2                     |
| 081606 | El Carrizal                           |
| 081607 | El Divisadero                         |
| 081608 | El Vino                               |
| 081609 | La Ceiba                              |
| 081610 | La Trinidad                           |
| 081611 | Los Nanzales                          |
| 081612 | Sacahuato                             |
| 081613 | San Antonio                           |
| 081614 | San Nicolás o El Zapote               |
|        | Apataná                               |